# Гайлиев, Непес Алламурадович
Непес Алламурадович Гайлиев (туркм. Nepes Gaýlyýew) — туркменский государственный деятель.

## Биография
Родился в 1976 году в городе Ташауз.
Образование высшее. В 1994 году окончил медицинскую среднюю профессиональную школу Дашогузского велаята.
В 2000 году окончил Международный туркмено-турецкий университет. По специальности — специалист по международным отношениям со знанием английского языка.
1994—1996 — медицинский работник реанимационного отделения детского госпиталя города Дашогуз.
2000—2001 — специалист Государственного фонда драгоценных металлов и камней Туркменистана.
2001—2006 — инженер-экономист планово-производственного отдела Кипчакского текстильного комплекса.
2006—2014 — заместитель, исполняющий обязанности директора швейной фабрики, главным инженером Кипчакского текстильного комплекса.
2014 — директор хлопкопрядильной фабрики Министерства текстильной промышленности Туркменистана.
2014 — 28.02.2017 — заместитель министра текстильной промышленности Туркменистана.
С 28.02.2017 — министр текстильной промышленности Туркменистана.

## Варианты транскрипции фамилии
- Имя: Гайлыев